# San Esteban del Valle
San Esteban del Valle ist ein zentralspanischer Ort und eine Gemeinde (Municipio) mit 734 Einwohnern (Stand: 2024) in der Provinz Ávila in der Autonomen Region Kastilien-León. 

## Lage und Klima
San Esteban del Valle liegt auf der Ostseite der Sierra de Gredos am südwestlichen Rand der Provinz Ávila in einer Höhe von ca. 805 m. Die Entfernung nach Ávila beträgt knapp 47 km (Fahrtstrecke) in nordnordöstlicher Richtung. Das Klima ist gemäßigt bis warm; der Regen (ca. 759 mm/Jahr) fällt mit Ausnahme der trockenen Sommermonate übers Jahr verteilt.

## Bevölkerungsentwicklung
| Jahr      | 1970 | 1981 | 1991 | 2001 | 2011 | 2021 |
| Einwohner | 1559 | 1301 | 1015 | 873  | 831  | 735  |

## Sehenswürdigkeiten

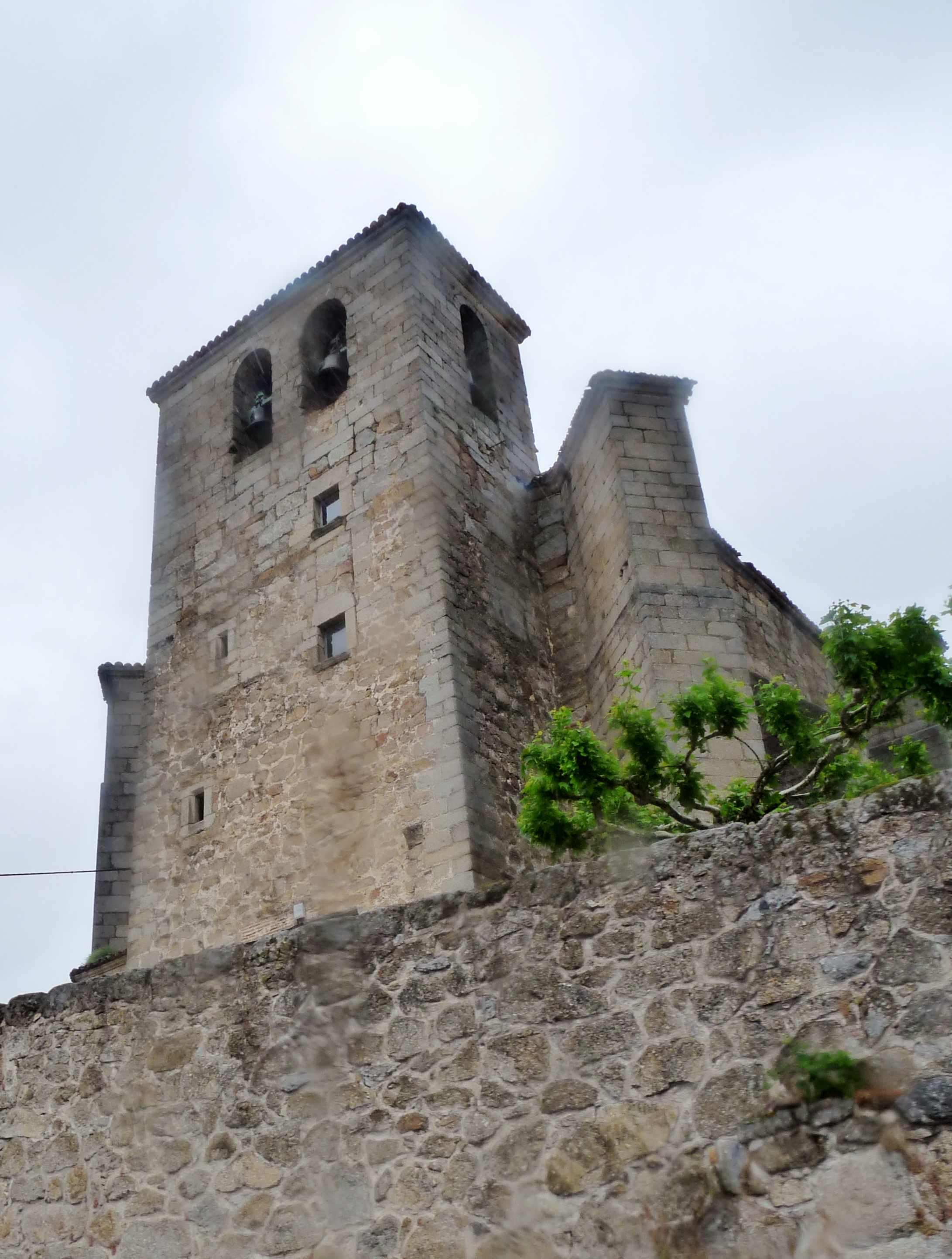
Stephanuskirche
- Peterskapelle
- Andreaskapelle
- Rathaus

- Stephanuskirche